# Bräcke församling
Bräcke församling var en församling inom Svenska kyrkan i Härnösands stift och i Bräcke kommun i Jämtland, Jämtlands län. Församlingen uppgick 2006 i Bräcke-Nyhems församling. 

## Administrativ historik
Församlingen har medeltida ursprung.
Den 1 januari 1995 överfördes ett område med 23 personer till Bräcke församling från Revsunds församling.
Församlingen var tidigt annexförsamling i vad som antagits varit ett pastorat omfattande Sundsjö och Bräcke. Efter pesten kom alla församlingar runt Revsundssjön att ingå i pastorat med Revsund som moderförsamling. Från 1 maj 1921 till 2006 moderförsamling i pastoratet Bräcke och Nyhem. Församlingen uppgick 2006 i Bräcke-Nyhems församling.

## Kyrkor
- Bräcke kyrka